# Taha Yassine Khenissi
Taha Yassine Khenissi (arabisch طه ياسين الخنيسي, DMG Ṭāhā Yāsīn al-Ḫunaisī; * 6. Januar 1992 in Zarzis) ist ein tunesischer Fußballspieler auf der Position des Mittelstürmers.

## Karriere

### Espérance Tunis
Der vorerst 17-jährige Khenissi wurde in seinem Jugendverein Espérance Tunis ausgebildet, im Jahr 2009 wechselte er in den Profibereich seines Vereins.
Sein erstes Spiel bestritt er am 12. Februar 2010 als Einwechselspieler gegen Stade Tunisien, das mit 1:0 gewonnen wurde. Er stand in den letzten 10 Ligaspielen nur dreimal im Kader und saß nur regelmäßig auf der Bank, weswegen er seinen Abschied erwog.

### CS Sfax
Im Jahr 2011 wechselte Khenissi innerhalb der Liga zum CS Sfax. Er unterschrieb einen Dreijahresvertrag. In seinem neuen Klub schoss er zwei Tore gegen den Ligakonkurrenten US Monastir. Mit seinem neuen Club holte er im Jahr 2013 die Tunesische Meisterschaft.

### Comeback bei Espérance Tunis
Im Jahr 2015 wechselte er zurück in seinen vorherigen Verein Espérance Tunis. Er wurde viermal Torschütze im Championnat de Tunisie.

## Nationalmannschaft
Im Jahr 2013 gab er sein Debüt in der Nationalmannschaft Tunesiens. Er schoss insgesamt 8 Tore.
Aufgrund einer Oberschenkelverletzung konnte Khenissi nicht an der Fußball-Weltmeisterschaft 2018 in Russland teilnehmen.

## Titel und Erfolge
Espérance Tunis
- Championnat de Tunisie: 2009/10, 2010/11, 2016/17, 2017/18, 2018/19
- Tunesischer Pokalsieger: 2015/16
- CAF Champions League: 2010/11, 2017/18, 2018/19